# Marcel Caron
Pour les articles homonymes, voir Caron.
Marcel Caron, né en 1890 à Enghien-les-Bains en France de parents liégeois, est un peintre belge.

## Biographie
Son père le peintre Alphonse Caron travaille à la manufacture des Gobelins. En 1901, retour de la famille à Liège et grâce à son père, il rencontre Auguste Donnay et Richard Heintz. Après avoir été proche de l'École de Barbizon, il découvre l'expressionnisme flamand et subi les influences de Gustave De Smet, Constant Permeke, Frits van den Berghe à la galerie Sélection qu'il visite en compagnie d'Auguste Mambour. En 1926 il est membre fondateur à Liège du groupe l'Escalier avec Mambour et Edgar Scauflaire. En 1930, fin de sa période expressionniste, il se met à la sculpture sur bois et sur pierre, exécute de nombreux dessins. En 1953, il expose des gouaches abstraites à la galerie Le Carré à Liège, il continuera ses recherches abstraites jusqu'à sa mort en 1961 à Liège.

## Son œuvre
Marcel Caron peint les scènes de la vie quotidienne, Maternité, Son Enfant, Les Fiancés, au Musée d'Art Wallon, L'Escarpolette, Le Jeune Garçon, au Musée de Verviers, les métiers, Le Batelier, Les Bûcherons, La Bouture, L'Homme à la Faux, Les Plaisirs des Jours, des personnages appliqués à leur tâche et réduits à leur essence même. Le trait s'adapte au sujet. L'angle convient au statique, la ligne ployée à la tendresse ou à l'effort. Dans ses paysages la courbe le dispute au cube. Post-cubisme et expressionnisme se confondent dans des couleurs chaudes qui se déploient avec raffinement.

## Expositions
- 1970-1971, rétrospective Marcel Caron au musée des beaux-arts de Liège.
- 1990, Marcel Caron abstrait, Galerie Cyan, Liège.
- 1992, Marcel Caron fusains et sanguines, Galerie Cyan, Liège.